# Sprengeisen

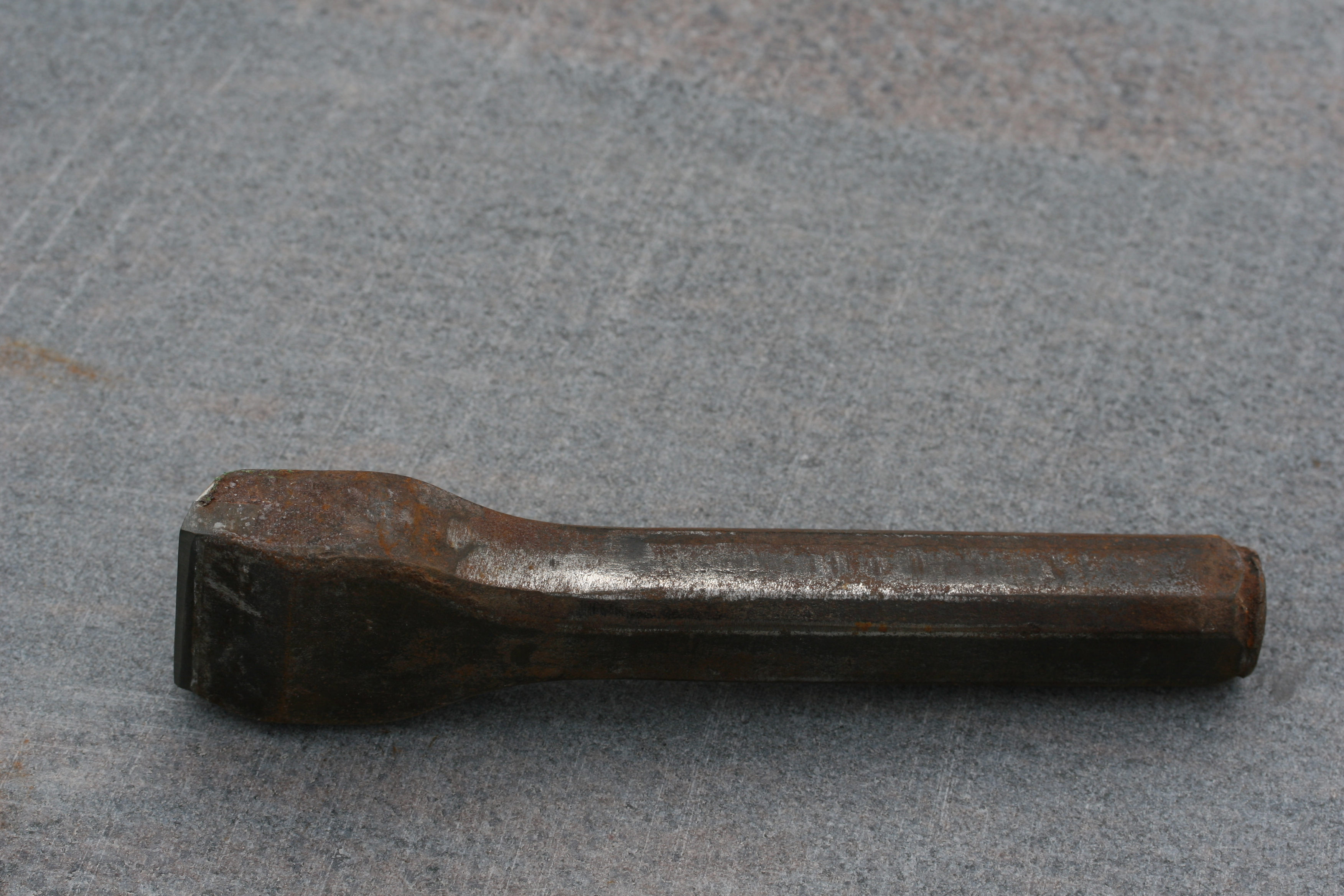
Eine Sprengeisen mit einer eingelöteten Hartmetallschneide

Das Sprengeisen, auch Sprenger, Pitscher, Setzer oder Handsetzer, ist ein Werkzeug (Eisen) aus Werkzeugstahl, das der Steinmetz zur gezielten Herstellung von Kanten und Ecken am Werkstück verwendet. Damit wird überschüssiges Material (Bossen) ausschließlich im Randbereich abgearbeitet (weggesprengt).
Den Sprenger gibt es, je nach Einsatzzweck, für Grob- oder Feinarbeit, und dem zu bearbeitenden Material (Granit, Kalkstein, Sandstein etc.) in verschiedenen Ausführungen mit Schneidenbreiten von 30 bis 70 mm.
Seine Schneide ist eine schräg abgeflachte Bahn, die auf der Hochseite scharfkantig ist. Der Schneidenwinkel beträgt abhängig vom Einsatzzweck 80–90 Grad.
Neben geschmiedeten Sprengeisen mit gehärteter Bahn, gibt es auch Sprengeisen mit Hartmetalleinsätzen.
Der Sprenger wird in einer Hand gehalten und mit dem Fäustel angetrieben. Dabei wird durch die Schlagtechnik und den Winkel des Werkzeuges zum Werkstück festgelegt, wie viel vom Material abgesprengt wird.

## Ähnliche Werkzeuge
- Vorschlaghammer
- Meißel

## Berufe
- Steinmetz
- Steinbildhauer

## Weitere Themen
- Steinoberfläche